# Troelstralaan (métro de Rotterdam)
Troelstralaan est une station de la ligne C du métro de Rotterdam. Elle est située sur la Vlaardingerdijk, dans le territoire de la commune de Schiedam, dans la région urbaine de Rotterdam aux Pays-Bas.
Mise en service en 2002, elle est desservie, depuis 2009, par les rames de la ligne C du métro.

## Situation sur le réseau

Plan du métro.

Établie en surface, la station Troelstralaan, de la ligne C du métro de Rotterdam, est établie entre la station Parkweg, en direction du terminus nord-est De Terp, et la station Vijfsluizen, en direction du terminus sud-ouest De Akkers.
Elle comporte un quai central encadré par les deux voies de la ligne.

## Histoire
La station Troelstralaan est mise en service le 4 novembre 2002, lors de l'ouverture à l'exploitation de la section de Marconiplein à Tussenwater. Elle doit son nom à l'avenue proche qui a été ainsi dénommée en référence à Pieter Jelles Troelstra (nl).
En décembre 2009, lors de la réorganisation des lignes, elle devient une station de la ligne C du métro.

## Services aux voyageurs

### Accès et accueil
La station dispose de deux accès situés à chaque extrémité du hall. Elle est équipée, notamment, d'automates pour l'achat ou la recharge de titres de transport et d'un ascenseur pour l'accessibilité des personnes à la mobilité réduite.

### Desserte

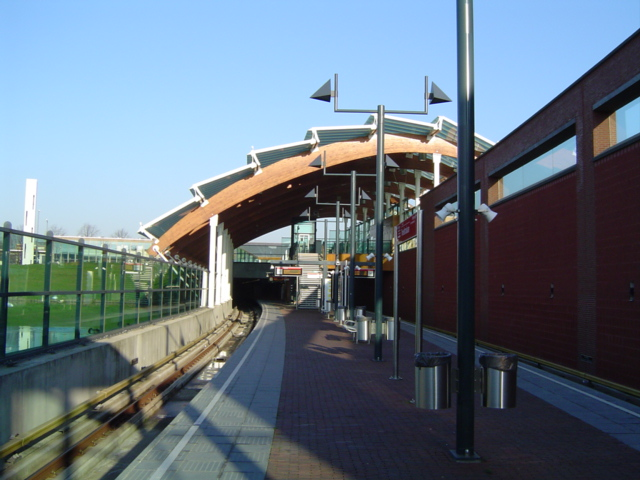
Intérieur de la station.

Troelstralaan, est desservie par les rames de la ligne C, en provenance ou à destination des terminus De Terp et De Akkers.

### Intermodalité
La station n'est pas desservie par des bus.